# Unión de Asia Central

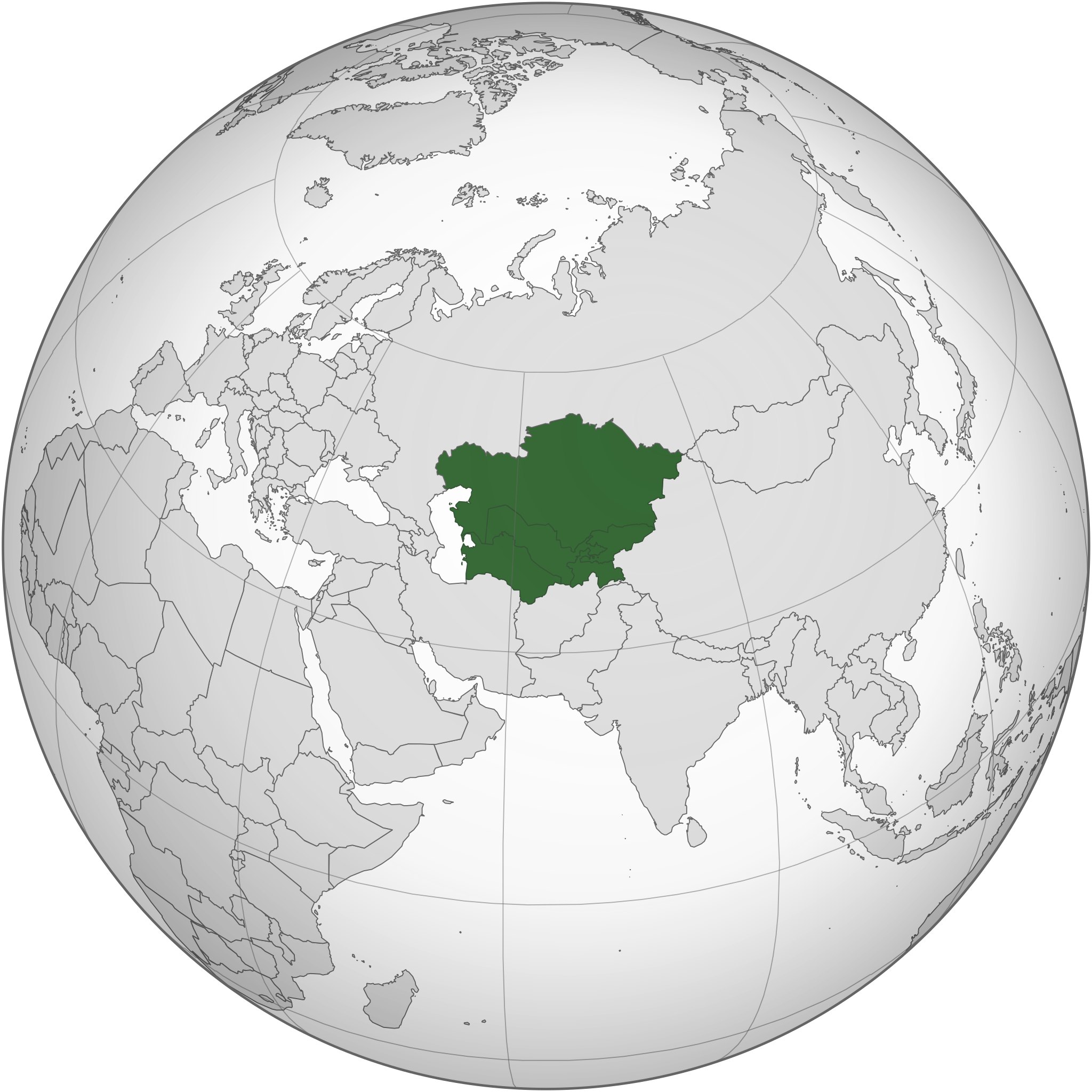
La propuesta Unión de Asia Central, que abarcaría los cinco estados de Asia Central.

La Unión de Asia Central ( UCC ), renombrada más tarde como Unión Económica de Asia Central ( UEAC ), fue una alianza intergubernamental para la integración económica entre las repúblicas postsoviéticas de Asia Central de Kazajistán, Kirguistán y Uzbekistán, desde 1994 hasta 2004. En 1996 Tayikistán se sumó a la organización como observador . Desde su disolución se han presentado varias propuestas para restablecer esta Unión.

## Historia

### La unión vieja
La idea de establecer una unión de Asia Central comenzó a tomar forma inmediatamente después de que en 1991 se disolviera la Unión Soviética.  Si bien todas las naciones se adhirieron a la recién formada Comunidad de Estados Independientes (CEI), se consideró que era necesaria una mayor cooperación a nivel regional regional. A principios de 1992, Tayikistán se vio envuelto en la guerra civil tayika (1992-1997), entre las fuerzas gubernamentales y varias facciones rebeldes islamistas apoyadas por los talibanes ; por lo tanto, no pudieron participar en el proceso de integración. Turkmenistán prefirió mantener la neutralidad y decidió no participar en la integración de la CEI o de Asia Central.
Las tres repúblicas restantes, Kazajistán, Kirguistán y Uzbekistán, formalizaron su intención de crear una unión económica mediante la firma de un tratado el 23 de septiembre de 1993. Esto fue seguido por la declaración de un "espacio económico único" el 10 de febrero de 1994. Oficialmente, cualquier nación miembro de la Comunidad de Estados Independientes (CEI)  tenía la posibilidad de adherirse a la Unión de Asia Central. 
La unión incorporó un aspecto militar. Tayikistán, inmersa aún en su guerra civil, se unió a la UAC en calidad de observador en 1996. Se formó un Consejo de Ministros de Defensa y, bajo la égida de las Naciones Unidas, se creó una fuerza de mantenimiento de la paz, que realizó sus primeros ejercicios de entrenamiento en el territorio de Kazajistán y Uzbekistán en septiembre de 1997. 
El 26 de abril de 2007, el presidente de Kazajistán, Nursultán Nazarbáyev, planteó la idea de formar una nueva Unión de Asia Central. Su objetivo era establecer una entidad económica y política parecida a la de la UE que abarcara las cinco antiguas repúblicas soviéticas de Asia Central: Kazajistán, Kirguistán, Tayikistán, Turkmenistán y Uzbekistán .
Hasta el momento, los presidentes de Kazajistán y Kirguistán han formalizado un acuerdo para establecer un "Consejo Supremo Internacional" bilateral. Adicionalmente, Kazajistán, Uzbekistán y Kirguistán han suscrito un Tratado de Amistad Eterna . En otro avance hacía la integración, Kazajistán y Uzbekistán también han decidido crear una zona de libre comercio . 
A pesar de recibir el respaldo de los presidentes de Kazajistán, Kirguistán y Tayikistán en 2008, fue rechazada rotundamente por el expresidente uzbeko Islam Karimov . No obstante, tras el fallecimiento en 2016 de Karimov en 2016, la idea de la integración volvió a ponerse sobre la mesa.
El 15 de marzo de 2018 tuvo lugar en Astaná una nueva Cumbre de Asia Central organizada por el presidente kazajo, Nursultan Nazarbaev (anfitrión), y con la participación el presidente uzbeko , Shavkat Mirziyoyev (iniciador), el presidente kirguís, Sooronbai Jeenbekov, el presidente tayiko, Emomali Rahmon, y el presidente del parlamento turcomano, Akja Nurberdiýewa . El encuentro, celebrado en el Palacio Presidencial de Aqorda bajo la anfitrionía de Nazarbaev, marcó la primera cumbre de líderes de Asia Central en casi diez años. Los líderes acordaron reunirse anualmente en marzo, antes de la celebración del Nowruz 
El 29 de noviembre del 2019 se celebró una segunda cumbre en Astaná. 

## Futuros miembros
| País         | Población         | Área (km2)      | GDP (nominal)           | GDP per cápita (nominal) | GDP (PPP)               | GDP per cápita (PPP) |
| ------------ | ----------------- | --------------- | ----------------------- | ------------------------ | ----------------------- | -------------------- |
| Kazajistán   | 20,000,000 (62nd) | 2,724,900 (9th) | $259.292 billion (53rd) | $12,968 (69th)           | $654.050 billion (41st) | $32,712 (57th)       |
| Kirguistán   | 7,037,590 (112th) | 199,951 (85th)  | $12.681 billion (151st) | $1,829 (166th)           | $44.623 billion (134th) | $6,438 (148th)       |
| Uzbekistán   | 36,024,000 (40th) | 448,978 (56th)  | $90.392 billion (75th)  | $2,509 (147th)           | $371.646 billion (58th) | $10,316 (124th)      |
| Tayikistán   | 9,750,065 (94th)  | 142,326 (94th)  | $11.816 billion (151st) | $1,180 (167th)           | $53.679 billion (119th) | $5,360 (148th)       |
| Turkmenistán | 7,057,841         | 491,210 (52nd)  | $81.822 billion         | $12,934                  | $126.132 billion (93rd) | $19,938 (80th)       |
| Total        | 79,869,496 (20th) | 4,007,275 (7th) | $456.003 billion (33rd) | $5,709.4 (106th)         | $1,250.13 (30th)        | $15,652 (100th)      |

## Lista de cumbres de líderes de Asia Central
- Asjabad, Turkmenistán (1991)[1]
- Taskent, Uzbekistán (1993)[1]
- Daşoguz, Turkmenistán (1995)[1]
- Asjabad, Turkmenistán (1998)[1]
- Asjabad, Turkmenistán (1999)[1]
- Almaty, Kazajistán (2009)[4]

Reunión Consultiva de Jefes de Estado de Asia Central:
1. Astaná, Kazajistán (2018)[4]
2. Taskent, Uzbekistán (2019)[4]
3. Awaza, Turkmenistán (2021)[5]
4. Cholpon-Ata, Kirguistán (2022)[6]
5. Dusambé, Tayikistán (2023)[7]
6. Astaná, Kazajistán (2024)[8]

## Asuntos
La unión que se proponía se enfocaría principalmente en asuntos fronterizos entre los estados, comercio, normativas de visados, turismo y seguridad. De materializarse, la UAC podría actuar como un equilibrio frente a la Organización del Tratado de Seguridad Colectiva, con una fuerte influencia rusa, y la Organización de Cooperación de Shanghái, liderada por China y Rusia. En su propuesta, el presidente kazajo expresó lo siguiente:
"En la región, compartimos intereses económicos, patrimonio cultural, idioma, religión y desafíos ambientales, y enfrentamos amenazas externas comunes. Los padres fundadores de la Unión Europea desearían tener tanto en común. Debemos dirigir nuestros esfuerzos hacia una mayor integración económica, un mercado común y una moneda única. "
Importancia
La unión de Asia Central ha sido identificada por la Unión Europea como una gran prioridad en su política de seguridad y exterior. Esto buscando fortalecer la cooperación y la asociación estratégica dentro de su región.
Esta colaboración entre la Unión Europea y la de Asia Central ha sido relevante en aspectos como la promoción de la conectividad digital y el cambio climático.